# 1717 Arlon
1717 Arlon (tên chỉ định: 1954 AC) là một tiểu hành tinh vành đai chính được phát hiện ngày 8 tháng 1 năm 1954 bởi Sylvain Arend ở Đài thiên văn Hoàng gia Bỉ ở Uccle. Nó được đặt theo tên thị trấn của Bỉ Arlon. Arlon có đường kính gần 9 km.